# القمة العربية 1964 (القاهرة)
مؤتمر قمة الدول العربية 1964 في الفترة ما بين 13 - 17 يناير 1964 هي ثالث قمة لجامعة الدول العربية، واستضافتها القاهرة لأول مرة، وحضرها جميع الدول الثلاثة عشر الأعضاء. وعقد المؤتمر بمبادرة من الجمهورية العربية المتحدة (أو مصر فقط بعيد انفصال سوريا من الاتحاد سنة 1961) وقد صدر عنه بيان ختامي تضمن أهمية الإجماع على إنهاء الخلافات وتصفية الجو العربي وتحقيق المصالح العربية العادلة المشتركة ودعوة دول العالم وشعوبها إلى الوقوف إلى جانب الأمة العربية في دفع العدوان الإسرائيلي. وبعدها بثمانية أشهر توسعت قرارات المؤتمر الرئيسية ووثقت في رسالة إلى الأمم المتحدة في مؤتمر قمة الدول العربية 1964 (الإسكندرية).

## البداية

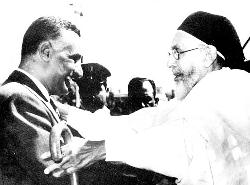
الملك ادريس السنوسي مع عبد الناصر في مصر

عقد مؤتمر القمة العربي الأول بناء على طلب من الرئيس جمال عبد الناصر الذي كان قد ألقى خطاباً في بورسعيد يوم 23 ديسمبر 1963 ـ كعادته كل سنة في ذكرى جلاء القوات التي شاركت في العدوان الثلاثي عام 1956 (عيد النصر) ـ طالب فيه بضرورة عقد اجتماع للرؤساء والملوك العرب لبحث التهديدات الإسرائيلية بتحويل مجرى مياه نهر الأردن. وقبل اجتماع القمة العربية اجتمع رؤساء أركان حرب الجيوش العربية في القاهرة باستثناء ليبيا يوم الخميس 26 ديسمبر 1963. وقد دعت كلا من سوريا والفدائيين الفلسطينيين لمنازلة أخرى بعد هزيمة حرب 1948، ولكن دول عربية أخرى (بالذات مصر تحت حكم جمال عبد الناصر) رأت أنه لم يحن بعد لأي معركة أخرى، وبدلا من ذلك فقد اتفقوا على تكتيك حرب غير عسكرية لتحويل المياه نهر الأردن بحيث لا تستفيد منها إسرائيل. وكان هذا أحد العوامل التي عجلت لحرب 1967.
وكان المحفز الرئيس لهذا المؤتمر هو اقتراح إسرائيل بتحويل مياه بحيرة طبريا إليها. وفي ردة فعل على اتهامات سوريا المتكرر لمصر بترددها لعمل مواجهة عسكرية مع إسرائيل فقد أيد الرئيس المصري جمال عبد الناصر خطة عربية بتحويل مصدران لنهر الأردن هما نهر الحاصباني وبانياس.

### الوفد الليبي
وصل الوفد الليبي القاهرة يوم 12 يناير برئاسة السيد الحسن الرضا ولي العهد ومعه رئيس الوزراء محي الدين فكيني على متن طائرة الخطوط الجوية الإيطالية، وخصص له الدور التاسع بفندق النيل هيلتون مناصفة مع الوفد المصري.

## المشاركون
وسُجل المشاركون في الاجتماع برسالة إلى الأمم المتحدة على النحو التالي:
- الأردن: الملك الحسين
- تونس: رئيس الوزراء الباهي الأدغم
- الجزائر: الرئيس احمد بن بلة
- السودان: الرئيس إبراهيم عبود
- السعودية: أمير فيصل
- العراق: الرئيس عبد السلام عارف
- سوريا: الرئيس أمين الحافظ
- الجمهورية العربية المتحدة: الرئيس جمال عبد الناصر
- الجمهورية العربية اليمنية: الرئيس عبد الله السلال
- الكويت: الأمير عبد الله الصباح
- لبنان: الرئيس شارل حلو
- ليبيا: الملك ادريس
- المغرب: أمير مولاي عبد الله
- فلسطين: رئيس أحمد الشقيري

## يوم الإثنين 16 يناير
يوم الإثنين 16 يناير (أول رمضان 1383 هجري) تكلم الرئيس عبد الناصر قائلاً:
"إن حركة الجيش تحتاج لمال وإن موارد البلاد المطلة على إسرائيل محدودة ولكن لا تنقصها القوة والأفراد وما تحتاجه هو دعم مادي يمد الجيش بطاقته الحيوية وهي السلاح والعتاد والأجهزة المتطورة وتدريب أفراد قادرين وبناء حصون. وبما أن الدول التي أنعم الله عليها بنعمة البترول عدد سكانها قليل أو بعيدة عن جبهة القتال تستطيع أن تساهم بمبالغ مادية لدعم الصمود والمواجهة لهذا العدو الذي تدعمه أمريكا والدول الغربية. فأرجو أن يكون وقع كلامي إلى هذه الدول وهي ثلاثة السعودية والكويت وليبيا. أرجو أن تعرف وتعي خطورة الموقف وتساهم ولو بقليل من ميزانيتها السنوية لدعم المعركة الكبرى التي تخصنا جميعاً ونسمع آراءهم أو وجهة نظرهم." 
وقف الملك سعود بن عبد العزيز[ ؟ ] وكان يعانى من شلل خفيف في يده اليمني وألقى كلمة قصيرة قال فيها:
«أنا مع الرئيس في تحمل هذه الدول بعض الجهد للمعركة ويكفى أنهم يضحون بالأرواح والمال أقل بكثير من بذل النفس. ومن هذا المكان تعلن المملكة العربية السعودية تخصيص مبلغ 40 مليون دولار دعماً للمعركة.»

وضجت القاعة بالتصفيق. ثم جاء دور أمير الكويت عبد الله الصباح وكانت الساعة تشير إلى الخامسة مساء فطلب عبد الناصر إرجاء كلمة الكويت إلا أن الأمير الصباح أصر على الكلام لدقائق معدودة قبل الإفطار وقال: 
«لقد خصصنا 15 مليون دولار دعماً للمعركة وهي معركتنا.»
 وانهالت القاعة بالتصفيق. اختتم عبد الناصر الجلسة راجياً للجميع إفطاراً شهياً. وأجلت كلمة ليبيا إلى اليوم التالي 17 يناير لتوضح أمرها بالنسبة للدعم.

قبل الجلسة المقررة في اليوم التالي اتصل السيد الأمير الحسن الرضا هاتفياً بالملك إدريس في ليبيا وأعلمه بما تم في جلسة ذلك اليوم فرد عليه الملك إدريس قائلاً: «ندفع 55 مليون..». في أول الجلسة النهائية سأل عبد الناصر السيد ولي العهد الحسن الرضا: «إيه أخبار ليبيا.. كيف حال صحة الملك؟» رد السيد الحسن الرضا قائلاً: 
«أولاً الملك يبارك لكم الاجتماع ويدعو الله أن تكونوا أكثر قوة واتحاداً وعزماً وصلابة وأن تزداد المحبة بين الجميع، ويعلن أن ليبيا ستساهم في دعم القوة العربية بمبلغ 55 مليون دولار».
 ضجت القاعة بالتصفيق، ولكى يضفى عبد الناصر مزيداً من المرح أمسك بحلمة أذنه وقال للسيد الحسن الرضا: «سمعنى مرة تانيه» وقف السيد الحسن الرضا وفكيني وقالا في صوت واحد: «ستدفع ليبيا 55 مليون دولار بأمر مولانا الملك»... فتعالى التصفيق مرة أخرى.

## مارس
في شهر مارس 1964 صدر بيان مصري سعودي مشترك على اثر زيارة المشير عامر والرئيس المصري أنور السادات للمملكة العربية السعودية يرافقهما د. شامل السمرائي والسيد أحمد توفيق المدني وعبد الحميد لقمان – سفير العراق في الكويت وأعلن اتفاق الجمهورية العربية اليمنية والمملكة العربية السعودية على تنفيذ بيان الرياض الصادر في 4 فبراير 1964 والذي يقضي بعودة العلاقات بين البلدين.
- كما أعلن البيان أن البلدين يؤيدان تأييد مطلقاً استقلال اليمن وحريته ويقاومان كل محاولة استعمارية ضد اليمن كما اتفق الجانبان على عقد اجتماع في «أركويت» بالسودان يضم عدد من ممثلي القوى اليمنية المختلفة ـ ووقع المشير عامر والرئيس المصري أنور السادات عن مصر، والأمير فيصل عن المملكة العربية السعودية، ووقعا الدكتور السمرائي والسيد المدني على هذا الاتفاق.

## القرارات والنتائج
تضمن البيان الختامي على مجموعة من القرارات أهمها:
- قيام إسرائيل خطر أساسي يجب دفعه سياسيا واقتصاديا وإعلاميا.
- إنشاء قيادة عربية موحدة لجيوش الدول العربية، يبدأ تشكيلها في كنف الجامعة العربية بالقاهرة.
- رداً على ما قامت به إسرائيل من تحويل خطير لمجرى نهر الأردن. تقرر إنشاء «هيئة استغلال مياه نهر الأردن» لها شخصية اعتبارية في إطار جامعة الدول العربية. مهمتها تخطيط وتنسيق وملاحظة المشاريع الخاصة باستغلال مياه نهر الأردن.
- إقامة قواعد سليمة لتنظيم الشعب الفلسطيني لتمكينة من تحرير وطنه وتقرير مصيره. وتوكيل أحمد الشقيري[ ؟ ] أمر تنظيم الشعب الفلسطيني.
- يجتمع الملوك والرؤساء العرب مرة في السنة على الأقل، على أن يكون الاجتماع المقبل في الإسكندرية في أغسطس/آب 1964.[5]

وقد تبرعت ليبيا في المؤتمر بمبلغ 55 مليون دولار لصالح المجهود الحربي العربي، بينما تبرعت السعودية بمبلغ 40 مليون والكويت بمبلغ 15 مليون.